# Ahmed Haszan al-Bakr
Ahmed Haszan al-Bakr at-Tikríti vagy  (arabul) أحمد حسن البكر , ejtsd [Aḥmad Ḥasan al-Bakr] (Tikrit, 1914. július 1. – Bagdad, 1982. október 4.) az iraki Tikriti- (Takríti-) klánból származó szunnita arab politikus, katona, az Arab Újjászületés Szocialista Pártjának, a Baasz Pártnak – 1956–2003 között Irak vezető politikai pártjának – tagja, aktivistája, vezető funkcionáriusa. 1958–1968 között több katonai államcsíny tevékeny résztvevője, vezetője. 1963 februárjától novemberéig az Iraki Köztársaság miniszterelnöke, 1963 novemberétől 1964 januárjáig Irak alelnöke. 1968. július 17. – 1979. július 16-ig Irak Forradalmi Parancsnoki Tanácsának elnöke, egyben az ország köztársasági elnöke és ismét miniszterelnök. Az iraki hadseregben tábornagyi (marsalli) rangot viselt. Törzsbéli földije, hosszú időn át harcostársa, helyettese és alelnöke, Szaddám Huszein at-Tikríti fokozatosan a háttérbe szorította. 1979-ben lemondott hivataláról, és visszavonult a politikai élettől. Utolsó éveit gyakorlatilag házi őrizetben, Szaddám Huszein embereinek állandó megfigyelése alatt töltötte, 1982-ben bekövetkezett haláláig. (A korabeli magyar sajtó Ahmed Hasszán al Bakr névformában említette).

## Élete

### Katonai pályafutása
1914-ben született Tikrítben, amely ekkor az Oszmán Birodalomhoz tartozott. Családja az al-Bu Nászir törzs al-Bejdzsat klánjához tartozott. Szülőhelye 1918-tól a Brit Birodalom mandátumterülete, 1932-től a britek által függetlennek elismert (de valójában brit felügyelet alatt álló) királysággá vált. Az ifjú al-Bakr 18 éves korától, 1932-től 6 éven át általános iskolai tanítóként dolgozott szülővárosában.
24 évesen, 1938-ban jelentkezett a hadseregbe, kijárta a britek által vezetett bagdadi katonai főiskolát (Baghdad Military College). Tanulmányai végeztével az iraki királyi hadsereg tisztjeként szolgált. 1941-ben részt vett Rasíd Áli al-Gajláni miniszterelnök által vezetett sikeres államcsínyben, a „Rasíd Áli-puccsban”, amelynek célja az volt, hogy – a német titkosszolgálat segítségével, kihasználva a Brit Birodalom háborús lekötöttségét – kikényszerítsék Irak teljes függetlenségét. A hatalomátvétel veszélyeztette a Brit Birodalom olajellátását, ezért a brit haderő megszállta, és egészen 1947-ig katonai kormányzás alatt tartotta egész Irakot. Al-Bakr 1956-ban ezredesi rangot viselt, ebben az évben titokban belépett az illegalitásban működő Baasz Pártba (teljes nevén az Arab Újjászületés Szocialista Pártjába).

### Az 1958-as forradalom
1958-ban al-Bakr ezredes is részt vett abban az összeesküvésben, majd katonai puccsban, amelynek során az ún. „Szabad Tisztek” csoportja, Abd al-Karím Kászim (1914–1963) dandártábornok és Abd asz-Szalám Árif (1921–1966) ezredes vezetésével 1958. július 14-én megdöntötte a monarchiát, és kikiáltotta az Iraki Köztársaságot. Al-Bakr csapatai biztosították a habbánijjai repülőteret. Az utolsó királyt, a hidzsázi eredetű Hásimita-házból való (Irakban sokak által idegennek tekintett) II. Fejszál királyt (1935–1958), családtagjait és miniszterelnökét, Núri asz-Szaídot (1888–1958) a katonák meggyilkolták. Kászim tábornok lett Irak miniszterelnöke, egyben hadügyminisztere. Szovjetbarát politikát folytatott, az Iraki Kommunista Párt (IKP) támogatásával, hevesen ellenezte a jordán és az iraki király (két unokafivér) által februárban megkötött brit-orientáltságú Arab Föderációt (ez volt a puccs kiváltó oka). 1958 augusztusában Kászim kilépett a Föderációból, majd hamarosan a METO-ból is, végleg szakítva a korábbi amerikai és brit orientációval, de nem csatlakozott az Egyiptom és Szíria pánarab beállítottságú szövetségéhez, az Egyesült Arab Köztársasághoz sem.
1959 októberében Baasz-párti aktivisták – a CIA támogatásával – merényletet kíséreltek meg Kászim ellen. A merénylet egyik tevékeny résztvevője al-Bakr másod-unokafivére, Szaddám Huszein volt, aki megsebesült, de CIA-s segítői révén külföldre szökött. Több tisztet, köztük al-Bakr ezredest is letartóztatták az összeesküvés szervezésének vádjával. A börtönben ismerkedett meg személyesen a nasszerista asz-Szalám Árif tábornokkal, Kászim egykori harcostársával, most ellenlábasával. Együtt tervelték ki Kászim elnök megbuktatását, ehhez aktív támogatást kaptak a CIA-tól, aki tartott Kászim kommunistabarát politikájának következményeitől. Árif támogatásáért al-Bakrt megfosztották katonai rangjától.

### Az 1963. februári puccs
1963. február 8-án a Baasz-párti katonatisztek, al-Bakr és Abd asz-Szalám Árif vezetésével sikeres katonai puccsot hajtották végre Kászim tábornok-miniszterelnök ellen. Kászimot elfogták, február 9-én kivégezték, holttestét bemutatták a bagdadi sajtóban, a filmhíradóban és az állami televízióban. Követőit néhány napig tartó fegyveres utcai harcokban legyőzték, sokat közülük kivégeztek.
Az új, Baasz-párti köztársaság új elnöke Árif tábornok lett. Összeesküvő társát, al-Bakr ezredest miniszterelnökké nevezte ki. 
A kormány erős embere a miniszterelnök-helyettesi és belügyminiszteri kinevezést kapó Ali Szálih esz-Szaadi, a Baasz Párt iraki szárnyának vezetője lett. Ő mind a kommunistákat, mind a pánarab eszme híveit ki akarta szorítani a hatalomból, de a marxizmus hívének tartotta magát, így a gazdaság minél gyorsabb államosítását igyekezett elérni. Hívei közé tartozott volt a tisztogatásokat végző pártmilíciát vezető al-Vandávi ezredes, viszont a pártvezetés és a kormány egyes tagjai – akiket esz-Szaadi jobboldaliaknak bélyegzett –, köztük al-Bakr, illetve Tálib Sabíb külügy, Szálih Mahdi Ammás védelmi miniszter és Táhir Jahja vezérkari főnök továbbra is együttműködtek volna a nacionalista és tiszti körökkel.
Al-Bakr első miniszterelnöksége nyolc hónapig tartott. Mivel 1963 márciusában Szíirában is Baasz-párti puccs zajlott le, al-Bakr több tárgyalást folytatott Nasszer egyiptomi elnökkel, és el-Atászival, Szíria új belügyminiszterével (később miniszterelnökével) az 1961-ben felbomlott arab államszövetségnek, az Egyesült Arab Köztársaságnak újjászervezéséről. E törekvései azonban sikertelenek maradtak (nem utolsósorban az Irak és Szíria között folyó hatalmi féltékenység miatt).
Közben éleződtek az iraki Baasz Párton belüli frakciók ellentétei. 1963 novemberében (a ramadáni böjti hónap idején idején) az iraki szárny regionális kongresszusán Házim Dzsavád és köre megbuktatta az időközben belügyi tárcáját elvesztő esz-Szaadit, akit repülőre tettek és Szíriába száműzték. (Irányvonalát utóbb központilag is elítélték.) A hatalomváltás nyomán kaotikus helyzet alakult ki, amit al-Bakr és Ammás a pánarab pártvezetőség (a Baasz Párt Nemzeti Parancsnoksága) behívásával próbált megoldani, azonban az érkező Michel Aflak és köre a többi iraki pártvezetőt is leváltotta, amivel fokozta a zűrzavart. A Nemzeti Gárda közben utcára vonult szerte az országban. A kialakult politikai zűrzavart (az ún. „Ramadán-lázadást”)  kihasználva Abd asz-Szalám Árif elnök a hozzá lojális egységek élén november 18-án lerohanta a gárdát, és átvette a hatalmat. Bakr elvesztette a miniszterelnökséget. Alelnöki kinevezéssel kárpótolták, de mivel Árif fokozatosan kiszorította a baaszistákat a hatalomból, 1964 januárjában ezt a tisztséget is le kellett tennie.
Árif elnök tábornaggyá nevezte ki magát, feloszlatta a Forradalmi Kormányzótanácsot (az iraki kormányt), saját kezébe vette a kormányzást. Igyekezett megegyezni Nasszer elnökkel a két ország politikai vezetésének egyesítéséről. Sikertelenül próbálta nemzeti kontroll alá vonni a külföldi tulajdonú olajtársaságot (Iraq Petroleum Company).
1965-ben al-Bakrt megválasztották a Baasz Párt regionális vezetőségének főtitkárává, személye azonban megosztotta párttársait. Közben asz-Szalám Árif elnök – újabb puccskísérletektől tartva – több hatalmi funkciót bátyjára, Abd ar-Rahmán Árifra ruházott, aki a Nemzeti Gárdát a hadsereg elit alakulatává szervezte Köztársasági Gárda néven, ennek katonáit az Árif fivérek szülőföldjén, az al-Dzsumajla klán területén, er-Ramádi környékén toborozták. 1965 szeptemberében ez a családi milícia verte le a miniszterelnökké frissen kinevezett nasszerista Árif Abd ar-Razzaknak, a légierő főparancsnokának puccskísérletét, ami megrontotta Egyiptom és Irak kapcsolatát. 1966 áprilisában asz-Szalám Árif elnök helikopter-balesetben életét veszítette, utódja a bátyja, Abd ar-Rahmán Árif lett. Ar-Razzak repülőtábornok (akit 1965-ös puccskísérletéért halálra ítéltek, de aztán elengedték), 1966 júliusában újabb puccskísérletet hajtott végre (ismét elengedték).

### A hatnapos háború és az 1968. júliusi puccs
Az 1967. június 5. – június 10. között lezajlott hatnapos háború során Izrael megrohanta és elfoglalta Egyiptom, Szíria és Jordánia kulcsfontosságú területeit. Irak csapatait a Golán-fennsíkon vetették harcba, a szír és iraki parancsnokok közötti ősi hatalmi vetélkedés azonban bizalmatlanságot és katasztrófát okozott. Az idejében riasztott iraki légierő jó hatásfokkal hárította az izraeli vadászgépek támadását, a szövetséges gépeik legnagyobb részét az izraeliek gyakorlatilag a földön megsemmisítették.
Árif elnök nem tudott úrrá lenni a növekvő korrupción, nem tudta uralni a Ramadan-lázadások óta ellenzékben lévő Baasz Pártot sem. A háborús vereségért is őt tették felelőssé. Helyzete meggyengült, a Köztársasági Gárda is elfordult tőle. A félretolt Al-Bakr mögött felsorakoztak a Baasz Párt helyi baloldali csoportjai (főleg a Tikríti klán). 1968. július 17-én a Baasz Párt megerősödött balszárnya, szövetségben az elégedetlen hadsereggel vértelen államcsínyt hajtott végre, Abd ar-Rahmán Árif elnököt leváltották és eltávolították az országból. Irak új köztársasági elnöke al-Bakr lett, a puccs vezetője. Alelnökké Tikrít-törzsbéli ifjú földijét, másod-unokafivérét, a Baasz Pártba néhány évvel korábban bekerült Szaddám Huszejn at-Tikrítit nevezte ki.

### Az Iraki Köztársaság elnök–miniszterelnöke

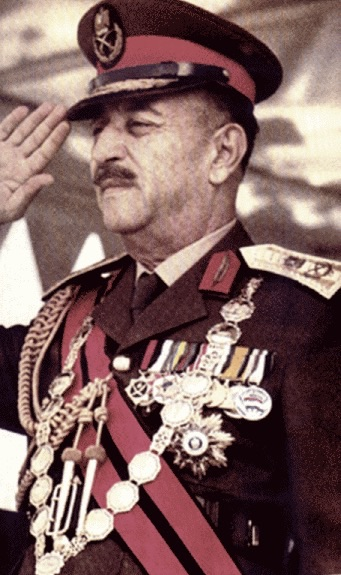
Al-Bakr tábornok-elnök

Al-Bakr hosszú elnöki időszaka alatt több véres tisztogatást hajtott végre, a hozzá hű tisztek csoportjára támaszkodva. Már 1969-ben tömeges kivégzések történtek. 1970. január 21-én ál-puccsot szervezett maga ellen, csapdába csalva politikai ellenségeit. Az elfogottakat még aznap a bagdadi Tahrír-téren (~Szabadság-tér) nyilvánosan kivégezték, az ítéletek végrehajtását a bagdadi központi rádió 24 órás élő adásban közvetítette. Egyetlen nap alatt 7 tábornokot, 9 ezredest, 14 őrnagyot és századost, valamint 6 civil főtisztviselőt végeztek ki, katonazene mellett, a szünetekben harcra buzdító beszédeket tartottak. 40 perces időközökben lőttek agyon vagy akasztottak fel egy-egy embert. A kivégzetteket az ilyenkor szokásos módon Bakr-ellenes összeesküvéssel vádolták, és összes lehetséges ellenséggel (a kurd lázadókkal, az iráni sahhal, Izraellel és a nyugati imperialistákkal) való kollaborálással is.
A kivégzett katonák többsége radikálisan Irán-ellenes volt. Kortárs elemzők arra következtetnek, hogy az akció valójában az Irakkal ellenséges viszonyban álló Irán császári titkosszolgálatának, a Szavaknak nagy formátumú, sikeres megtévesztő műveletén alapult.
A véres leszámolásokat és az ezt követő hatalmi átrendeződést al-Bakr harcostársa és helyettese, Szaddám Huszejn saját helyzetének erősítésre használta fel. Ő tartotta kezében a Mukhabaratot, az iraki állambiztonsági szolgálatot, ennek révén hamarosan a rendszer szürke eminenciásává, megkerülhetetlen tényezőjévé avanzsált.
A hatnapos háborúban hazájukból elűzött, és Jordániában berendezkedett palesztin fegyveres csoportok (a Palesztin Felszabadítási Front (PLO) és a jordán királyi hatalom viszonya elmérgesedett. Jordániai támaszpontjaikról operálva a palesztinok rajtaütéseket és terrorakciókat hajtottak végre az izraeli haderő által megszállt területeken, a király tiltása ellenére. 1970. szeptember 1-jén a palesztinok sikertelen merényletet hajtottak végre Husszein király ellen. Fegyveres polgárháború robbant ki a hadsereg és a PLO között. Bakr kormánya nem segítette Husszein királyt, hanem a harcok beszüntetésre szólította fel a feleket. A felkelést a jordán hadsereg brutálisan leverte, al-Bakr 1970 végén kivonta csapatait Jordániából, a két kormány viszonya hosszú időre megromlott.

Szovjet–iraki barátsági és együttműködési szerződés aláírása Moszkvában (balra Alekszej Koszigin szovjet miniszterelnök, jobbra al-Bakr iraki elnök

Al-Bakr és Baasz-párti hívei kérlelhetetlen ellenségei volt Izraelnek, elleneztek minden kiegyezési törekvést. A pánarab eszme harcosai volt. Az USA által támogatott Izrael elleni harcra – Egyiptomhoz hasonlóan – a Szovjetunióban leltek szövetségesre. 1972. április 9-én al-Bakr barátsági és együttműködési szerződést kötött a Szovjetunióval. Műszaki, gazdasági, oktatási programok szerveződtek a Varsói Szerződés államaival is, bár a katonai együttműködést az e kormányokban működő látens Izrael-lobbi hatékonyan fékezni tudta.
1972-ben al-Bakr elnöki rendelettel államosította az brit–francia–holland–amerikai tulajdonú Irag Petroleum Companyt (IPC), ezzel megszületett az Iraki Nemzeti Olajtársaság (Iraq National Oil Company, INOC). Irak aktívan részt vett az OPEC által meghirdetett olajembargóban, amely – a nemzetközi olajtársaságok tudatos spekulációja mellett – az 1973-as olajválság másik kiváltó oka volt. A magasra szökő olajárak lehetővé tették al-Bakr elnöknek, hogy számos szociális és gazdasági reformprogramot hajtson végre.
Bakr alelnöke, Szaddám Huszijn még 1969-ben a síita Nadhim Kzart nevezte ki az állambiztonsági szolgálat (DGS) vezetőjévé. A szervezet 1958-tól a hadsereg irányítása alatt állt, és az államvezetés nem tartotta elég „hatékonynak”. A szadista módszereiről hírhedt Kzar rettegett intézménnyé fejlesztette a titkosrendőrséget, ellenzékiek ezreit kínozta és végezte ki, személyesen is közreműködve a kegyetlenkedésekben. Irtotta az Iraki Kommunista Párt tagjait és a Musztafa Barzáni vezette kurd ellenzéket.  1973 júniusában a síita Kzar puccsot szervezett, megkísérelte likvidálni a szunnita államvezetés tagjait, al-Bakr elnököt, Szaadjun Gejdán belügyminisztert és Hamid Sehab tábornokot, honvédelmi minisztert, a vezérkar főnökét. Al-Bakr repülőgépének késedelmes érkezése azonban a puccs kudarcához vezetett. A puccsisták Shihab tábornokot megölték, Gejdán belügyminiszter sebesülten elmenekült. A hadsereg lojális maradt al-Bakrhoz, szétverték a menekülő puccsista konvojt, Kzart elfogták és július 7-én kivégezték. Ettől kezdve al-Bakr és alelnöke, Szaddám Huszein kizárólag szunnita munkatársakra támaszkodott, elsősorban a Tikríti-klánból való földijeikre.
A puccs leverését követő hetekben, 1973 nyarán a bagdadi al-Manszúr negyedben véres gyilkosságok sorozata történt. A diplomaták és magas beosztású káderek által lakott negyedben fejszés gyilkos csoportok („Axe Killers”) éjszakánként egész családokat vertek agyon otthonukban, brutális kegyetlenséggel. Néhány hét után a hivatalos sajtó (így az angol nyelvű „Baghdad Observer” is) hírül adta, hogy a banda tagjait (úgymond igen alacsony iskolázottságú, primitív személyiségű rablógyilkosokat) elfogták, rövid idő alatt halálra ítélték és kivégeztek. A jelentésekben politikai motívumot sohasem említettek, de egyetlen külföldi diplomata otthonát sem érte bántódás, kizárólag magas beosztású Baasz-pártfunkcionáriusokat, katonai vezetőket irtottak ki családostul. Egyik áldozat sem tartozott a Tikriti klánhoz.
Az 1973. októberi negyedik arab–izraeli háború idején Irak jelentős harckocsizó erőt küldött a Golán-frontra, elhárítva Damaszkusz elfoglalását. A Szíria és Irak közötti hatalmi ellentét (amelyhez a két országban hatalmon lévő eltérő Baasz-pártfrakciók politikai ellentéte is súlyosbított), ismét akadályozta a hatékony közös harcot. Szíria fegyverszünetet kötött, az iraki csapatokat hazarendelték, al-Bakr kormánya az arab ügy árulójaként tekintett Szíriára.

### Belpolitika és a nemzetiségek
Al-Bakr elnök, a Baasz Párt balszárnyának progresszív szociális törekvéseit követte. Szekularizálta a közigazgatást és a közoktatást, háttérbe szorította az iszlám egyházi vezetést, eltörölte az iszlám bíráskodást (a Sáriát), hozzákezdett a nők egyenjogúsításához, ösztönözte iskoláztatásukat, munkavállalásukat. (Ugyanezt folytatta utódja, Szaddám Huszejn is.) Hatalma azonban több más iraki népcsoport kérlelhetetlen elnyomásán alapult.
1970-ben al-Bakr – elődeihez hasonlóan – erőszakosan lépett fel az észak-iraki keresztény asszír népcsoport ellen. A népességet deportálták, és arab-lakta vidékekre telepítették át. Helyükre arab telepesek költöztek. Mar Simún Isáját, az asszír keresztény egyház pátriárkáját bagdadi kényszerlakhelyén arra ösztökélték, hogy az asszírokat a kurdok elleni harcra buzdítsa.
Al-Bakr elnöknek, akárcsak elődeinek, harcolnia kellett az önkormányzatot követelő kurd nemzetiséggel, amely az olajban gazdag Észak-Irakban élt. (A brit mandátum és a királyság idején a kurd nemzeti felkelők a Szovjetunió támogatását élvezték, a szovjetbarát iraki kormányok idején azonban Moszkva átminősítette őket „imperialisták által pénzelt szakadár lázadókká”. A 70-es évek közepének magyar állami sajtója is következetesen így jellemezte Barzáni harcosait).  1970–74 viszonylag békés időszaknak számított: 1970. március 11-én al-Bakr elnöki manifesztumban hirdette a kurd autonóm terület létrehozását, az új alkotmány nyelvi és kulturális autonómiát adott a kurdoknak. A Ravanduz-hegységben megszűntek a harcok, az iraki hadsereget azonban nem vonták ki, hanem a stratégiai pontokon (a nagyvárosokban) vonták össze. A városokon kívül Musztafa Barzáni milíciája végezhette a rendfenntartást. (Ez alatt a rövid 4 év alatt a kurd tartományokba utazók számára megszokottá vált, hogy az utakon az iraki katonai ellenőrző pont után néhány kilométerrel egy kurd ellenőrző ponton is kell meg kell állniuk). A teljesen szétvert Iraki Kommunista Párt (IKP) is hajlott a kiegyezésre. 1972-ben al-Bakr létrehozta a Nemzeti Frontot, amelybe bevonta az IKP-t és Barzáni Kurd Demokrata Pártját is. Mindkét szervezet képviseletet kapott a kormányban is. A Nemzeti Front, több súlyos megingás után 1978-ig állt fenn. Ugyanakkor a bagdadi vezetés, mind al-Bakr, mind Szaddám mereven elutasították az Iraki Kurdisztán autonóm régió létrehozását, az arab hadsereg teljes kivonását és a kurdok részesedését az olajjövedelmekből. Barzáni kurd vezető, éveken át tartó eredménytelen tárgyalások után 1965-ben végleg elhagyta Bagdadot, és a kurd hegyekben folytatta harcát hazája autonóm státusáért.
A 70-es évek közepére al-Bakr alelnöke, Szaddám Huszein ügyes háttérmunkája, intrikái és kegyetlen leszámolásai révén a hatalom valódi birtokosává vált. 1975. március 6-án Szaddam alelnök – készülve a kurdokkal való végső leszámolásra – megkötötte az algíri egyezményt Mohammad Reza Pahlavi iráni sahhal. Irak átengedte Iránnak Satt-el-Arab határfolyó menti területeit, amelyek miatt állandó határvillongások folytak Irak és Irán között. Cserébe a sah megszüntette a kurdok támogatását, elvágta az iráni kurd vidéken át vezető utánpótlási és menekülési útvonalaikat. Ezzel bezárták a kört, a kurdokat körülvevő ellenséges gyűrű teljessé vált. 1975-ben a kormánycsapatok ismét bevonultak az iraki Kurdisztánba, és megkezdődött a kurd lakosság erőszakos áttelepítése arab-lakta területekre. A reménytelen helyzetbe jutott kurd felkelők a török hegyekbe menekültek, Barzáni külföldre menekült. (A kurd autonómia csak 2003/2004-ben, az iraki háború után valósult meg.

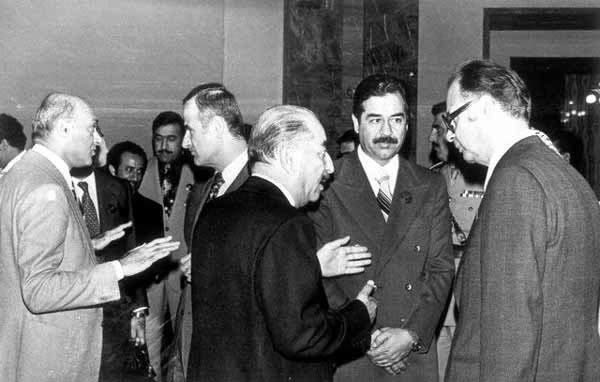
Az Arab Liga 11. csúcsértekezlete Bagdadban, 1978. november 2–5. Balról: (Ismeretlen, Háfez el-Aszad szíriai elnök, Al-Bakr iraki elnök, Szaddám Huszein iraki alelnök és Szalím al-Hosz libanoni miniszterelnök.

### Visszavonulása, halála
1976-ban szívrohamot kapott, egészségi állapota megromlott, kormányzati teendőiből egyre többet adott át Szaddám Huszeinnek. 1978-ban elakadtak Szaddámnak a Baasz Párttal folytatott tárgyalásai, amelyek a két testvérpárt és a két ország egyesítésére irányultak. A jom kippuri háborúban nyújtott életmentő iraki támogatás ellenére a két párt- és államvezetés nem tudott megegyezni. Mind Háfez el-Aszad szíriai elnök, mind Szaddám Huszein iraki alelnök saját egyszemélyi hatalmát látta veszélyeztetve, a megbékélés elmaradt.
1979 februárjában a szomszédos Iránban iszlám hatalomátvétel zajlott le, az iraki szunnita vezetéssel ellenséges síita vallási vezetők kerültek hatalomra, a két állam ellentétei eszkalálódtak. A kritikus helyzetben a 65 éves, betegeskedő Al-Bakr elnök Szaddám Huszeint jelölte ki utódjául a Baasz Párt és az ország vezetésében.
1979 júniusában al-Bakr titokban jelezte Háfez el-Aszad szíriai elnöknek, hogy kész újra tárgyalni a két állam egyesítéséről. Szaddám Huszein júliusban értesült a nyilvánvalóan őellene irányuló tervről, és erőszakosan reagált: lemondásra kényszerítette az idős elnököt. 1979. július 11-én Szaddámot a Baasz-párt főtitkárává választották, július 16-án al-Bakr hivatalosan lemondott (egészségügyi okokra hivatkozva), és Szaddám átvette az államfői és kormányfői tisztséget. A hatalomátvétel után Szaddám véres tisztogatást rendezett. Leszámolt Baasz-pártbéli ellenlábasaival (1979 augusztusában a Baasz Párt 500 vezetőjét végeztette ki.). betiltotta az Iraki Kommunista Pártot, leállította a Szíriával tervezett egyesülési tárgyalásokat. A CIA biztatására hamarosan hazaküldte szovjet katonai tanácsadóit, és 1980-ban az Egyesült Államok kormányának támogatásával belevágott a Irán elleni háborúba, amely 8 éven át tartott.
A lemondott al-Bakr elnököt Szaddám alelnökké nevezte ki, de jure tehát csupán helyet cseréltek egymással. Al-Bakr életének utolsó 3 évét Szaddám embereinek állandó felügyelete alatt, gyakorlatilag házi őrizetben töltötte. Mindazonáltal még mindig Irak érvényesen kinevezett alelnöke volt. Amíg élt, népszerűsége és tekintélye valamelyest fékezte Szaddám diktátori ambícióit. 1982 nyarán és őszén a Baasz Párt vezetőségében Szaddám-ellenes kritikák hangzottak el, és al-Bakr visszahívását fontolgatták. 1982. október 4-én al-Bakr váratlanul elhunyt. Azonnal olyan híresztelések kaptak lábra, hogy utódja mérgeztette meg. Szaddám hatalomgyakorlási módszereit ismerve e következtetés logikusan adódik, de perdöntő bizonyíték sem erre (sem ellenkezőjére) nem ismert.

## Kapcsolódó információ
- A-Bakr életrajza, pályafutása (Lexicorient.com) Archiválva 2008. július 18-i dátummal a Wayback Machine-ben (angolul)
- Assyrian Iraqi Documents (zindamagazine.com) (angolul)
- Ahmed Hassan el- Bakr, in: Munzinger-Archiv Online, Internationales Biographisches Archiv, 03/1983, 1983. január 10. (németül)
- Irak történelme, jelképei és vezetői (WorldStatesmen.org) (angolul)
- Edmund A. Ghareeb – Beth Dougherty : Historical Dictionary of Iraq, The Scarecrow Press, Inc., Lanham, Maryland and Oxford, 2004.

| Elődje: Abd ar-Rahmán Árif | Az Iraki Köztársaság elnöke 1968–1979 | Utódja: Szaddám Huszejn |